# Epinephelus lebretonianus
Epinephelus lebretonianus es una especie de peces de la familia Serranidae en el orden de los Perciformes.

## Morfología
Los machos pueden llegar alcanzar los 24,8 cm de longitud total.

## Distribución geográfica
Se encuentra, probablemente, en el  Índico y en el Pacífico.